# Franco Pedrazzini
Franco Pedrazzini (1º gennaio 1936 – 10 aprile 2010) è stato un dirigente sportivo italiano, presidente della Federazione Scacchistica Italiana dal 2003 al 2004.

## Biografia
Arbitro nazionale di scacchi, è stato presidente del settore arbitrale italiano (Commissione arbitrale federale, CAF) dal 1999 al 2003. Il 18 maggio 2003 è stato eletto presidente della Federazione Scacchistica Italiana con la schiacciante maggioranza dell'80% dei voti, in un periodo particolarmente difficile a causa sia delle scarse risorse economiche e di personale, che dei forti contrasti interni al movimento scacchistico già manifestatisi alla fine della precedente presidenza Zichichi. Minacciò le dimissioni una prima volta nel gennaio del 2004, poi ritirate, e si dimise definitivamente nell'ottobre 2004, quando la federazione venne commissariata dal CONI in seguito ai gravi malfunzionamenti degli organi centrali e periferici determinati da tale situazione. Tra le attività svolte dalla federazione durante la sua presidenza ci sono i lavori di organizzazione delle Olimpiadi degli scacchi di Torino del 2006 e l'avvio dell'iniziativa "giovani di vertice" che prevede l'assegnamento nel ruolo di istruttori di alcuni grandi maestri e maestri internazionali ad un ristretto numero di giovani scacchisti. In seguito si dedicò all'insegnamento degli scacchi nella scuola elementare di Casalpusterlengo e accettò l'incarico di delegato provinciale di Lodi. Il Circolo scacchistico casalese "Franco Pedrazzini" è intitolato alla sua memoria.
Fuori dall'ambito scacchistico è stato presidente della Pro Loco di Casalpusterlengo dal 1976 al 1984, presidente del comitato provinciale ACLI dal 1996 al 1998 e infine sindaco di Casalpusterlengo dal 1987 al 1990 per il PSI.